# Oskar Lange
Oskar Ryszard Lange (Tomaszów Mazowiecki, 27 de julho de 1904 — Londres, 2 de outubro de 1965) foi um economista e diplomata polonês. Suas ideias, opostas às de Ludwig von Mises, fizeram com que analisasse os preceitos econômicos da Escola Austríaca.

## Vida pessoal
Oskar Lange era filho de Arthur Julius Lange e Sophie Albertine Rosner. Estudou direito e economia na Universidade de Cracóvia, onde se graduou em 1926 e obteve o mestrado em Direito em 1928. De 1926 a 1927, trabalhou no Ministério do Trabalho, em Varsóvia. Em seguida, foi assistente de pesquisa na Universidade de Cracóvia (1927–1931). Casou-se com Irene Oderfeld em 1932. Acusado de defender o comunismo, foi expulso do Partido Socialista Polonês. Resolveu, então, deixar a Polônia. Em 1934, obteve uma bolsa de estudos da Rockefeller Foundation e foi para a Inglaterra, de onde emigrou para os Estados Unidos em 1937. Tornou-se professor da Universidade de Chicago em 1938. Joseph Stalin ficou tão impressionado com o trabalho de Lange que não apenas conseguiu que o Presidente Franklin D. Roosevelt autorizasse o fornecimento de um passaporte para que Lange visitasse a União Soviética para falar com ele pessoalmente como também ofereceu-lhe um lugar no futuro gabinete polonês. Lange naturalizou-se americano em 1943. Pouco antes do fim da Segunda Guerra Mundial, ele rompe com o governo polonês no exílio, instalado em Londres, e passa a apoiar o Comitê Lublin (governo provisório da Polônia, estabelecido em 1944, e tutelado pela URSS). Como resultado dessa viagem, as organizações de poloneses residentes nos Estados Unidos condenaram Lange e defenderam o governo polonês no exílio. Lange voltou aos Estados Unidos e se encontrou com o primeiro-ministro do governo polonês no exílio, Stanisław Mikołajczyk, que estava em Washington, D.C., e tentou convencê-lo de que as intenções de Stalin no tocante à Polônia poderiam ser razoáveis; ao mesmo tempo, Lange pediu ao Departamento de Estado que pressionasse os exilados poloneses. Posteriormente, Lange serviria como intermediário entre Franklin Delano Roosevelt e Joseph Stalin, na Conferência de Yalta, na discussão sobre o destino da Polônia após a guerra.

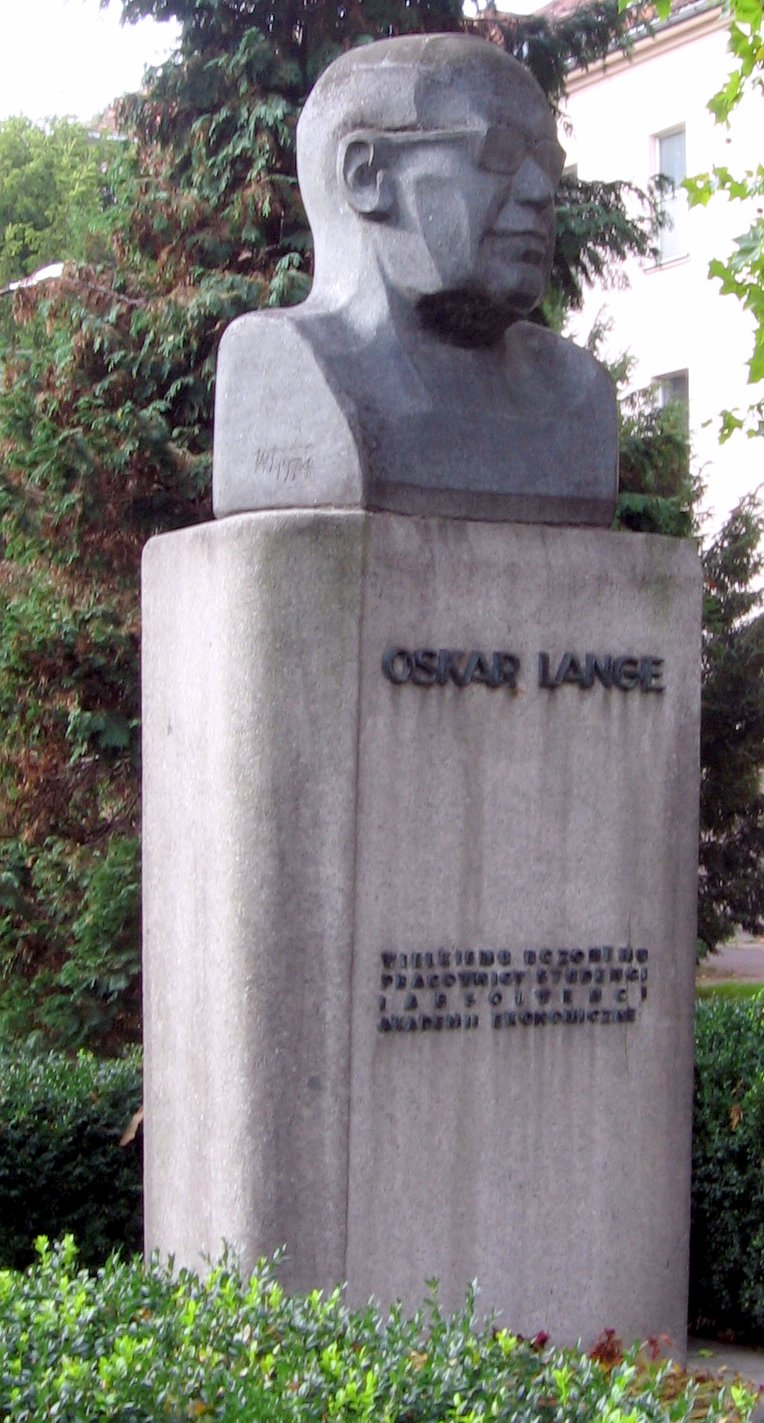
Monumento a Oskar Lange, na Universidade de Economia de Varsóvia

Após a guerra, em 1945, Lange voltou à Polônia e renunciou a sua cidadania americana. Voltaria aos Estados Unidos no mesmo ano como novo embaixador da Polônia (agora incluída na órbita soviética).
Em 1946, Lange atuou como delegado da Polônia no Conselho de Segurança da ONU. Em 1947, retornou à Polônia, onde continuou a trabalhar para o governo polonês, ao mesmo tempo em que prosseguia suas atividades acadêmicas na Universidade de Varsóvia e na Escola de Planejamento e Estatística.
Entre 1961 e 1965, foi membro do Conselho de Estado Polonês, colegiado que atuava como chefe de estado coletivo.

## O debate com a Escola Austríaca
O economista austríaco Ludwig von Mises a partir de 1920 e tendo como base as dificuldades econômicas da Revolução Russa defendeu posições liberais tais como a de que "o equilíbrio entre a oferta e a procura é impossível num mercado controlado" pois num comando centralizado da Política Econômica não existiria a escala de preços racional e operativa, o que impediria a alocação eficaz dos recursos disponíveis. No sistema liberal, a medição dos custos dos recursos e os preços de bens e serviços funcionariam como "índices de escassez" reproduzidos com fidelidade, o que não aconteceria no socialismo.
A primeira manifestação de Lange aconteceu em um artigo acadêmico publicado em duas partes em 1936 e 1937. Ele baseou-se em dois pontos fundamentais: a calculabilidade dos preços (base do "índice de escassez") e a racionalidade do sistema. Em relação ao primeiro defendeu que a planificação socialista podia levar em conta preços históricos e seria mais eficiente pois não sofreria das "imperfeições do mercado". Quanto ao segundo, a visão global das alternativas de consumo, poupança, investimento e produção dada pela planificação garantiria a racionalidade. Acrescenta que a racionalidade da empresa capitalista tem um caráter privado e não social, o que leva "a um desperdício de meios e de recursos econômicos na escala do conjunto da sociedade". Na sequência das observações, o inglês Maurice Dobb depois mudaria da calculabilidade dos preços e racionalidade do sistema para a análise do processo de acumulação.

## Obra
Oskar Lange dedicou-se profundamente aos estudos econômicos, deixando cinco importantes obras:
- (1959) Introdução à economia política;
- (1960) Ensaios sobre planificação econômica;
- (1962) Totalidade e desenvolvimento à luz da cibernética;
- (1964) Problemas da economia socialista e da planificação.

Seu trabalho em prol da economia polonesa, para a qual propôs reformas capazes de reconciliar a planificação central com a relativa liberdade de mercado, acabou por influenciar a política econômica de outros países da Europa Oriental.

### Obras publicadas no Brasil
- Introdução à Econometria. Rio de Janeiro. Editora Fundo de Cultura, 1963.
- Moderna Economia Política. Rio de Janeiro. Editora Fundo de Cultura, 1963.
- "Economia Política". In: Economia (org. Lenina Pomeranz), coletânea de textos retirados de publicações científicas internacionais e polonesas. Coleção Grandes Cientistas Sociais. São Paulo, Ática, 1981.

### Obras completas
- 1934. "The Determinateness of the Utility Function," RES.
- 1935. "Marxian Economics and Modern Economic Theory," Review of Economic Studies, 2(3), pp. 189–201.
- 1936a. "The Place of Interest in the Theory of Production", RES
- 1936b. "On the Economic Theory of Socialism, Parte 1," Review of Economic Studies, 4(1), pp. 53–71.
- 1937. "On the Economic Theory of Socialism, Parte 2," Review of Economic Studies, 4(2), pp. 123–142.
- 1938. On the Economic Theory of Socialism, (com Fred M. Taylor), Benjamin E. Lippincott, editor. University of Minnesota Press, 1938.
- 1938. "The Rate of Interest and the Optimum Propensity to Consume", Economica
- 1939. "Saving and Investment: Saving in Process Analysis", QJE
- 1939. "Is the American Economy Contracting?", AER
- 1940. "Complementarity and Interrelations of Shifts in Demand", RES
- 1942. "Theoretical Derivation of the Elasticities of Demand and Supply: the direct method", Econometrica
- 1942. "The Foundations of Welfare Economics", Econometrica
- 1942. "The Stability of Economic Equilibrium", Econometrica.
- 1942. "Say's Law: A Restatement and Criticism", Lange et al., editor, Estudos em Economia Matemática.
- 1943. "A Note on Innovations", REStat
- "The Theory of the Multiplier", 1943, Econometrica
- "Strengthening the Economic Foundations of Democracy", com Abba Lerner, 1944, Estilo Americano de Negócios.
- 1944. Price Flexibility and Employment.
- 1944. "The Stability of Economic Equilibrium" (Appendix of Lange, 1944)
- 1944. "The Rate of Interest and the Optimal Propensity to Consume", Haberler, editor, Leituras na Teoria do Ciclo Econômico.
- 1945a. "Marxian Economic in the Soviet Union," American Economic Review, 35(1), pp. 127–133.
- 1945b. "The Scope and Method of Economics", RES.
- 1949. "The Practice of Economic Planning and the Optimum Allocation of Resources", Econometrica
- 1953. "The Economic Laws of Socialist Society in Light of Joseph Stalin's Last Work", Nauka Paulska, No. 1, Varsóvia (trad., 1954, International Economic Papers, No. 4, pp. 145–ff. Macmillan.
- 1959. "The Political Economy of Socialism," Science & Society, 23(1) pp. 1–15.
- Introduction to Econometrics, 1958.
- 1960. "The Output-Investment Ratio and Input-Output Analysis", Econometrica
- 1961. Theories of Reproduction and Accumulation,
- 1961. Economic and Social Essays, 1930–1960.
- 1963. Political economy, Macmillan.
- 1963. Economic Development, Planning and Economic Cooperation.
- 1963. Essays on Economic Planning.
- 1964. Optimal Decisions: principles of programming.
- 1965. Problems of Political Economy of Socialism, Peoples Publishing House.
- 1965. Wholes and Parts: A General Theory of System Behavior, Pergamon Press.
- 1965. "The Computer and the Market", 1967, Feinstein, editor, Socialismo, Capitalismo e Crescimento Econômico.
- 1970. Introduction to Economic Cybernetics, Pergamon Press. Review extract.